# 莱维尼
莱维尼（法語：Lévigny，法語發音：[leviɲi]）是法国奥布省的一个市镇，属于奥布河畔巴尔区。

## 地理
莱维尼（48°18'6"N, 4°42'27"E）面积13.75 平方千米，位于法国大東部大區奥布省，该省份为法国中北部省份，北起马恩省，西接塞纳-马恩省，西南至约讷省，东南至科多尔省，东临上马恩省。
与莱维尼接壤的市镇（或旧市镇、城区）包括：阿朗蒂耶尔、阿尔松瓦勒、弗雷奈、菲利尼、蒙捷昂利勒、韦尔农维利耶、维尔叙泰尔。

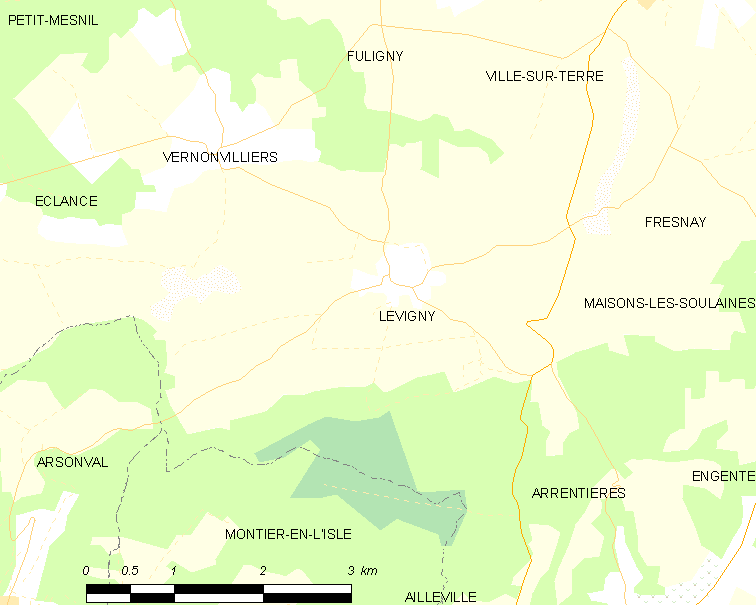
莱维尼的OSM定位图

莱维尼的时区为UTC+01:00、UTC+02:00（夏令时）。

## 行政
莱维尼的邮政编码为10200，INSEE市镇编码为10194。

## 政治
莱维尼所属的省级选区为奥布河畔巴尔县。

## 人口

1962-2008年间莱维尼人口变化图示

莱维尼于2022年1月1日时的人口数量为91人。